# Befolo Mbarga
Jean Marie Privat Befolo Mbarga (* 7. Januar 1992 in Douala) ist ein kamerunisch-kambodschanischer Fußballspieler.

## Karriere
Befolo Mbarga stand bis Ende 2013 bei Boeung Ket Angkor in der kambodschanischen Provinz Kampong Cham unter Vertrag. Wo er vorher gespielt hat, ist unbekannt. Der Verein spielte in der ersten Liga des Landes, der Cambodian League. 2014 wechselte er zum Ligakonkurrenten Western Phnom Penh FC nach Phnom Penh. Die Saison 2015 stand er beim ebenfalls in der ersten Liga spielenden Angkor Tiger aus Siem Reap unter Vertrag. Für Angkor Tiger schoss er 19 Tore. 2016 verpflichtete ihn der Erstligist Nagaworld FC, ein Verein, der ebenfalls in Phnom Penh beheimatet ist. 2017 verließ er Kambodscha und ging nach Thailand. Hier unterschrieb er einen Vertrag beim Samut Prakan FC. Der Verein aus Samut Prakan spielte in der vierten Liga des Landes, der Thai League 4. Hier trat Samut Prakan in der Bangkok Region an. Nach einem Jahr kehrte er 2018 nach Kambodscha zurück. Hier schloss er sich dem Erstligisten Asia Euro United aus der Provinz Kandal an. Für Asia Euro schoss er 27 Tore in 22 Ligaspielen. 2019 unterschrieb er einen Vertrag bei Preah Khan Reach Svay Rieng. 2019 wurde er mit dem Verein kambodschanischer Meister und ein Jahr später feierte er die Vizemeisterschaft. 2019 und 2020 wurde er außerdem Torschützenkönig der Liga. Ende Dezember 2021 wechselte er zum indonesischen Erstligisten Bali United. Mit dem Verein aus Bali feierte er am Ende der Saison die indonesische Meisterschaft.

## Erfolge
Preah Khan Reach Svay Rieng
- Kambodschanischer Meister: 2019

Bali United
- Indonesischer Meister: 2021/22

## Auszeichnungen
Cambodian League
- Torschützenkönig der Cambodian League: 2019 (25 Tore), 2020 (16 Tore)
- Spieler der Saison: 2021